# Toro meteorico
Un toro meteorico è lo spazio a forma di ciambella ellittica riempito di meteoroidi staccatisi da una cometa o da un asteroide a seguito di impatti, dell'azione del Sole o di perturbazioni gravitazionali da parte dei pianeti.
Non possono esistere tori parabolici o iperbolici in quanto se si dovesse formare una nube di polveri con orbita parabolica o iperbolica questa darebbe vita solo a un toro incompleto e temporaneo che si allontanerebbe indefinitamente nello spazio.
Il toro può essere completo, in tal caso lo sciame meteorico ad esso collegato dà origine a una pioggia di meteore annuale, o incompleto, in tal caso si ha una pioggia meteorica attiva solo saltuariamente, in genere con una periodicità simile a quella del periodo di rivoluzione attorno al Sole del corpo progenitore.
I tori incompleti sono i più giovani in quanto ancora in formazione: in generale hanno un bulbo sferico centrato attorno al corpo progenitore dello sciame e una coda che col passare del tempo si espande fino a completare tutta l'orbita ellittica del corpo progenitore che nel frattempo potrebbe essersi totalmente disgregato cessando di esistere.
Un esempio di toro meteorico completo è quello dello sciame delle Perseidi; un toro incompleto ancora in formazione è quello delle Draconidi di ottobre.